# Ye Vengeful Vagabonds
Ye Vengeful Vagabonds est un film muet américain réalisé par Edward LeSaint et sorti en 1914.

## Fiche technique
- Titre : Ye Vengeful Vagabonds
- Réalisation : Edward LeSaint
- Scénario : James Oliver Curwood, d'après son histoire
- Date de sortie : 
  - États-Unis : 14 septembre 1914

## Distribution
- Stella LeSaint
- Guy Oliver
- Eugenie Besserer
- Fred Huntley